# Noord-Holland
Bắc Hà Lan (tiếng Hà Lan: Noord-Holland, phát âmⓘ) là một tỉnh của Hà Lan, tọa lạc ở vùng tây bắc của quốc gia này. Tỉnh lỵ của tỉnh này là Haarlem. Các thành phố khác là huyện lỵ có Amsterdam, Hilversum, Den Helder Alkmaar, Zaandam và Hoorn.

## Địa lý
Bắc Hà Lan là một bán đảo giữa biển Bắc và IJsselmeer. Hơn một nửa của diện tích tỉnh này là đất lấn biển và thấp hơn mực nước biển. Đảo Texel cũng là một phần của tỉnh này.
Bắc Hà Lan thuộc một khu vực của hệ thống International Organization for Standardization với code là ISO 3166-2:NL-NH.

## Lịch sử
Tỉnh Bắc Hà Lan được thành lập năm 1840, khi tỉnh Hà Lan được chia ra thành hai tỉnh là Nam Hà Lan và Bắc Hà Lan. Năm 1940, các đảo Vlieland và Terschelling được chuyển về cho tỉnh Friesland. Năm 1950, đảo trước đây Urk được chuyển cho tỉnh Overijssel. Trong thời kỳ của United Provinces tỉnh Hà Lan được biết đến như là tỉnh Hà Lan và Tây-Friesland. Điều này phải ánh sự xâm chiếm của Tây-Friesland trong thời kỳ đầu của thời kỳ Trung Cổ. 

## Các đô thị
Bắc Hà Lan được chia ra làm 48 đô thị (các khu vực chính quyền địa phương).
West Friesland là một vùng thuộc Bắc North Holland (không phải của tỉnh Friesland). Vùng này gồm các đô thị Alkmaar, Drechterland, Enkhuizen, Heerhugowaard, Hollands Kroon, Hoorn, Koggenland, Langedijk, Medemblik, Opmeer, Schagen và Stede Broec.